# Mar de Java
La mar de Java (en indonesi Laut Jawa) és una mar plana i extensa (310.000 km²) de la plataforma continental de la Sonda.

## Particularitats
Es va formar quan va pujar el nivell del mar al final de la darrera glaciació.
Està limitada per les illes indonèsies de Borneo al nord, Java al sud, Sumatra a l'oest i Cèlebes a l'est. L'estret de Karimata entre Sumatra i Borneo, al nord-oest, la connecta amb la mar de la Xina Meridional; l'estret de la Sonda entre Sumatra i Java, al sud-est, la connecta amb l'oceà Índic; l'estret de Macassar entre Borneo i Cèlebes, al nord-oest, la connecta amb la mar de Cèlebes; a l'oest comunica amb la mar de Flores, i al sud-oest amb la mar de Bali.

## Economia
La pesca és una activitat econòmica important de la mar de Java: en aquesta àrea hi ha més de 3.000 espècies de vida marina. A la regió hi ha diversos parcs nacionals, com el de l'arxipèlag de Karimunjawa.
Les Mil Illes se situen al nord de Jakarta. Popular destinació turística, la pràctica del submarinisme permet d'explorar i fotografiar coves subaquàtiques i restes de naufragis, a més de corall, esponges i altres formes de vida marina.
La secció sud del fons marí s'ha reconegut des de fa temps com geològicament similar al nord de Java, on hi ha jaciments de petroli i s'estenen sota el mar. Les perspectives també són favorables per als camps de petroli a les aigües del sud-est de Kalimantan. Com a lloc d'exploració reeixida de petroli i gas natural, el mar de Java s'ha convertit en la base del programa d'exportació d'Indonèsia.
La pesca és una activitat econòmica important al mar de Java. A la zona es troben més de 3.000 espècies de vida marina. Hi ha una sèrie de parcs nacionals a la zona, com ara Karimunjawa. Les Mil Illes es troben al nord de la capital nacional Jakarta, i depenen de la ciutat.
La zona al voltant del mar de Java també és una destinació turística popular. El busseig ofereix l'oportunitat d'explorar i fotografiar cavernes submarines, restes, coralls, esponges i altra vida marina.

## Geografia
El mar de Java cobreix la secció sud dels 1.790.000 km² de la Plataforma de Sonda. És un mar poc profund, té una profunditat mitjana de 46 m. Mesura uns 1600 km est-oest per 380 km nord-sud i ocupa una superfície total de 320.000 km².
Es va formar a mesura que el nivell del mar va augmentar al final de l'última època glacial. El seu fons gairebé uniformement pla, i la presència de canals de drenatge (traçables a les desembocadures dels rius de les illes), indiquen que la plataforma de la Sonda va ser una vegada una zona de terra estable, seca i de baix relleu (peneplà) per sobre de la qual es van quedar uns quants inselbergs (turons de granit que, per la seva resistència a l'erosió, formen les illes actuals).

### Extensió
L'Organització Hidrogràfica Internacional (OHI) defineix el mar de Java com un dels mars de l’arxipèlag de les Índies orientals, amb els criteris següents:
| « | Al nord. Pel límit meridional del mar de la Xina Meridional [Punt Lucipara (3° 14′ S, 106° 05′ E / 3.233°S,106.083°E) des d'allí fins a Tanjong Nanka, l'extrem sud-oest de l'illa de Bangka, a través d'aquesta illa fins a Tanjong Berikat el punt oriental (2° 34′ S, 106° 51′ E / 2.567°S,106.850°E), cap a Tanjong Djemang (2° 36′ S, 107° 37′ E / 2.600°S,107.617°E) a Belitung, al llarg de la costa nord d'aquesta illa fins a Tanjong Boeroeng Mandi (2° 46′ S, 108° 16′ E / 2.767°S,108.267°E) i des d'allí una línia fins a Tanjong Sambar (3° 00′ S, 110° 19′ E / 3.000°S,110.317°E) l'extrem sud-oest de Borneo, la costa sud de Borneo i el límit sud de l'estret de Macassar. Per una línia des de l'extrem sud-oest de Cèlebes (5° 37′ S, 119° 27′ E / 5.617°S,119.450°E), a través del punt sud de Tana Keke, fins a l'extrem sud de Laoet (4° 06′ S, 116° 06′ E / 4.100°S,116.100°E) des d'allí per la costa oest d'aquesta illa fins a Tanjong Kiwi i d'allí a través de Tanjong Ptang, Borneo (3° 37′ S, 115° 57′ E / 3.617°S,115.950°E) a l'extrem sud de l'estret de Laoet. A l'est. Pel límit occidental del mar de Flores, una línia de Tg Sarokaja (8° 22′ S, 117° 10′ E / 8.367°S,117.167°E) fins a l'illa Western Paternoster (7° 26′ S, 117° 08′ E / 7.433°S,117.133°E) des d'allí fins a l'illa de Postiljon del nord-est (6° 33′ S, 118° 49′ E / 6.550°S,118.817°E) i al punt oest de la badia de Laikang, Célebes. Al sud. Pels límits nord i nord-oest del mar de Bali [Una línia des de l'illa occidental de Paternoster fins al punt est de Sepandjang i des d'allà a través d'aquesta illa fins al punt oest de la badia de Gedeh a la costa sud de Kangean (7° 01′ S, 115° 18′ E / 7.017°S,115.300°E). Una línia des del punt oest de la badia de Gedeh, l'illa de Kangean, fins a Tg Sedano, l'extrem nord-est de Java i per la costa est fins a Tg Bantenan, l'extrem sud-est de l'illa, les costes nord i oest de Java fins a Java Hoofd (6° 46′ S, 105° 12′ E / 6.767°S,105.200°E) el seu punt occidental, i des d'allí una línia fins a Vlakke Hoek (5° 55′ S, 104° 35′ E / 5.917°S,104.583°E) l'extrem sud de Sumatra. A l'oest. La costa est de Sumatra entre Vlakke Hoek i Lucipara Point (3° 14′ S, 106° 05′ E / 3.233°S,106.083°E). | » |

### Posició geogràfica
El mar de Java està vorejat per diverses illes grans i moltes petites. Situat al nord de l'illa de Java, d'on va rebre el seu nom. La frontera nord del mar passa pel cap Kait a l'illa. Sumatra, al llarg de les illes de Bangka, Belitung, Cap Sambar fins a l'illa Kalimantan, Myrtle Island, una línia convencional al sud-oest de l'illa. Sula, sobre Sambalena. La frontera sud és des de les illes esmentades fins a les illes Kanur, després al llarg de les costes de Java, i la frontera occidental és al llarg de les costes de Sumatra
Els estrets principals són els estrets de Sonda i Macassar, amb una profunditat inferior als 200 m (per tant, l'intercanvi d'aigua a la seva zona només és possible a les capes superficials)
Àrea - 552 mil km², volum - 61 mil km cúbics. La profunditat mitjana és de 111 m, la màxima és de 1272 m.

### Topografia del fons marí
La topografia del fons del mar de Java no és molt accidentada; al fons hi ha depressions semblants a les antigues valls fluvials. Al centre la profunditat predominant és de 60–61 m.

### Clima
El mar es troba a les latituds equatorials de l'hemisferi sud, principalment a la zona de clima equatorial, una petita part (al sud) es troba a la zona de clima subequatorial. L'hivern de l'hemisferi nord (desembre - febrer) es caracteritza pel treball de l'anticicló siberià, la influència del qual està molt estesa aquí. A l'estiu de l'hemisferi nord (juny - agost) funciona el mínim australià.
A l'hivern, el mar està dominat pels vents monsònics de ponent i nord-oest amb una velocitat de 4 m/s. A la part sud són freqüents les borrascades de curta durada, de 10-15 a 20–25 m/s. Les tempestes es produeixen, però amb menys freqüència.
La temperatura mitjana de l'aire al gener és de 28 °C, a la costa - 29-30 °C. Alta humitat.
A l'estiu hi ha una zona de baixa pressió sobre Àsia, i un màxim bàric opera sobre Austràlia. Predominen els monsons del sud-est, fins a 5–6 m/s. durant les tempestes - 12–15 m/s. L'aigua té una temperatura a les capes superficials de fins a 29-30 °C. Salinitat - 30-33 ‰. A les capes mitjanes, 50–200 m, la temperatura de l'aigua baixa a 15-25 °C. Salinitat - 34-34,5 ‰. A una profunditat de 200–300 m - 4-11 °C. Salinitat - 34,5 ‰.

### Corrents
Els corrents al mar de Java estan excitats pels vents dominants. Durant els monsons del nord-oest i l'oest, l'aigua es mou cap a l'est i el sud-est. És especialment estable al gener i al febrer. Durant els mesos de transició, els corrents es tornen inestables en direcció.
També s'observen fenòmens de marea, irregulars, diürns i semidiürns. A la costa nord de Java, la marea arriba als 1,0 m, al sud de Kalimantan - 1,4 m.

## Història

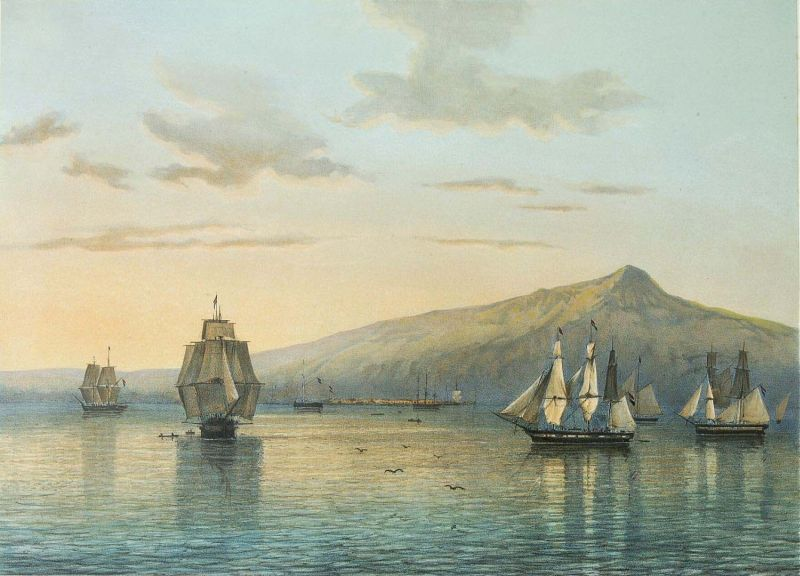
Costa del mar de Java davant d’Anyer

La batalla del mar de Java, esdevinguda entre febrer i març del 1942, va ser una de les batalles navals més cruentes de la Segona Guerra Mundial. Les forces navals dels Països Baixos, la Gran Bretanya, Austràlia i els Estats Units hi foren gairebé completament destruïdes en el seu intent de defensar Java de l'atac japonès.
El 28 de desembre de 2014, el vol 8501 d'Indonèsia AirAsia es va estavellar al mar de Java mentre anava a Singapur des de Surabaya, Java oriental. Els 162 passatgers i la tripulació van morir.
El 29 d'octubre de 2018, el vol 610 de Lion Air es va estavellar al mar de Java poc després de l'enlairament de l'aeroport internacional Soekarno-Hatta a Jakarta en direcció a l’aeroport de Depati Amir a Pangkal Pinang. Els 189 passatgers i tripulants a bord es presumeixen morts.
El 9 de gener de 2021, un Boeing 737-500 (PK-CLC) que operava com a vol Sriwijaya Air 182, es va estavellar, prop de l'illa de Laki, poc després d'enlairar-se de l'aeroport internacional de Soekarno-Hatta, en ruta cap a l'aeroport internacional de Supadio, amb 50 passatgers i 12 tripulants a bord.

## Fauna
La fauna del mar de Java és rica i variada, sobretot a les aigües poc profundes i prop dels esculls de corall. Peixos comercials: arengada, salmó, Caràngids, Congre, anguiles, morenes, taurons, ratlles.